# Une femme à abattre (téléfilm)
Ne doit pas être confondu avec Une femme à abattre.
Pour plus de détails, voir Fiche technique et Distribution.
Une femme à abattre est un téléfilm dramatique français réalisé par Olivier Langlois et diffusé en 2008.

## Synopsis
Professeur de français, Claire (Mélanie Doutey) vit avec Andreï (Paweł Deląg), un journaliste russe exilé à Paris. Le 7 octobre 2006, jour anniversaire de Poutine, la reporter Anna Politkovskaïa est assassinée dans l'entrée de son immeuble à Moscou.
Andreï était l'ami d'Anna, restée dans son pays pour résister. Il se rend aux obsèques...

## Fiche technique
- Réalisation : Olivier Langlois
- Scénario : Didier Lacoste et Pauline Rocafull
- Photographie : Nedyalko Zelenov
- Musique : Éric Neveux
- Durée : 90 min

## Distribution
- Mélanie Doutey : Claire Chabon
- Nino Kirtadzé : Ludmila Simonova
- Paweł Deląg : Andreï Karpov
- Stoyan Aleksiev : Igor Salenko
- Silvia Lulcheva : Tamara
- Kitodar Todorov : Dimitri
- Angel Georgiev : Michel
- Brigitte Bémol : Lorraine
- Ivan Panev : Fiodor Karpov

## Récompenses
- Au Festival de la fiction TV de La Rochelle 2008[1] :
  - Meilleur scénario pour Didier Lacoste et Pauline Rocafull
  - Label de la région Poitou-Charentes